# Paulina Gamus
Paulina Gamus Gallegos (Caracas, Venezuela; 11 de enero de 1937 - 11 de julio de 2025) fue una política y abogada venezolana. Durante su carrera tuvo varios cargos gubernamentales entre el que destaca ser miembro del Congreso de Venezuela y ministra de cultura.

## Carrera
Nace en la ciudad de Caracas, en el seno de una familia judía sefardí. Sus padres habían llegado a Venezuela en 1929, procedentes de Alepo, el padre, y de Salónica, la madre. Aquí se conocieron, se casaron y fundaron una familia compuesta por cinco hijos. Aunque solo ella, la primogénita, hizo una carrera de relevancia en las lides partidistas y públicas.
Estuvo al mando de la Dirección de menores de la Policía Técnico Judicial (PTJ), actual Cuerpo de Investigaciones Científicas, Penales y Criminalísticas (CICPC), donde estuvo 9 años. Fue nombrada subdirectora de la fracción de diputados de Acción Democrática en 1984 y viceministra de información y turismo. Fue también ministra para la Cultura, presidenta del Consejo Nacional de la Cultura (Conac) entre 1986 y 1989 y senadora por el estado Cojedes.
En julio de 2018 publicó sus memorias en un libro titulado Permítanme Contarles (editorial Dahbar, 2018) en el que relata su incursión a la política venezolana a los 31 años de edad y su posterior salida, a los 68 años.

## Vida personal
Es tía de la exrepresentante de Venezuela ante Argentina, Elisa Trotta Gamus.

## Fallecimiento
El 11 de julio de 2025 se informó públicamente su fallecimiento. La noticia fue confirmada por el periodista venezolano César Miguel Rondón, quien la describió como una mujer brillante, admirable y firme defensora de la democracia.